# Faustine Ndugulile
Faustine Engelbert Ndugulile (Mbulu, Manyara, Tanzania; 31 de marzo de 1969-India, 27 de noviembre de 2024) fue un médico, abogado y político tanzano, experto en salud pública y miembro del Partido de la Revolución de Tanzania. 

## Biografía
Faustine Ndugulile nació el 31 de marzo de 1969 en Mbulu, Tanzania. En 1997 se licenció en medicina por la Universidad de Dar es-Salam, mientras que en 2001 obtuvo una maestría en microbiología y vacunación por la misma universidad. Además, una maestría en salud pública por la Universidad del Cabo Occidental de Sudáfrica, y una licenciatura en derecho por la Universidad Abierta de Tanzania.
Desde 2010 se desempeñó como miembro del parlamento por el distrito electoral de Kigamboni, donde ostentó la presidencia del Comité Parlamentario sobre VIH/sida y Abuso de Sustancias, además del cargo de vicepresidente del Comité Parlamentario sobre Servicios Sociales.
En octubre de 2017, fue nombrado viceministro del Ministerio de Salud, Desarrollo Comunitario, Género, Ancianos y Niños de Tanzania por el presidente John Magufuli. Durante su gestión se promovió un mayor acceso a la atención médica de la población, reduciendo la necesidad de tratamiento médico en el extranjero atento a la construcción de numerosos centros de salud.
El 5 de diciembre de 2020, luego de las elecciones generales de Tanzania de 2020, tras las cuales Magufuli fue reelecto para su segundo mandato, Ndugulile fue nombrado primer ministro de Comunicaciones y TIC (Tanzania Investment Centre), un ministerio de nueva creación.
En agosto de 2024, en ocasión de la 74ª Sesión del Comité Regional de la Organización Mundial de la Salud para África, fue nominado como próximo Director Regional para la Región Africana de ese organismo, manifestando en dicho acto:

«Es un gran honor y una gran humildad para mí haber sido elegido para el cargo de Director Regional de la OMS para África. Agradezco a los Estados Miembros la confianza que han depositado en mí en tanto que prometo trabajar con todos y creo que juntos podemos construir un África más saludable.»

### Muerte
El 27 de noviembre de 2024, falleció a los 55 años mientras recibía tratamiento médico en la India por una enfermedad no revelada. Tenía previsto asumir su cargo frente a la Organización Mundial de la Salud en febrero de 2025, en reemplazo de Matshidiso Moeti.